# Tour-de-Faure
Tour-de-Faure är en kommun i departementet Lot i regionen Occitanien i södra Frankrike. Kommunen ligger i kantonen Saint-Géry som tillhör arrondissementet Cahors. År 2022 hade Tour-de-Faure 320 invånare.

## Befolkningsutveckling
Antalet invånare i kommunen Tour-de-Faure
| Referens: INSEE |